# Silvano Brengola
Silvano Brengola (Firenze, 23 settembre 1903 – Roma, 29 ottobre 1991) è stato un militare e marinaio italiano. 
Ufficiale della Regia Marina durante la seconda guerra mondiale ed ammiraglio di squadra nel dopoguerra, è ricordato per il suo ruolo di comandante in seconda dell'incrociatore Pola nel corso della battaglia di Capo Matapan dove, per riconoscimento dello stesso avversario, fu considerato "un ufficiale di grande esperienza e apparve un eccellente modello di ufficiale di Marina, dalla mente libera, autorevole e con senso del comando".

## Biografia
Nacque a Firenze il 23 settembre 1903. Iniziò a frequentare la Regia Accademia Navale di Livorno giovanissimo, uscendone con il grado di guardiamarina il 15 luglio 1923 e di poi venendo promosso tenente di vascello del Ruolo Comando il 15 gennaio 1928. Con l'incrociatore pesante Trento (capitano di vascello Ettore Sommati di Mombello) ed il cacciatorpediniere Espero (capitano di corvetta Luigi Corsi) si imbarcò a Gaeta al comando di una compagnia del Battaglione San Marco con quattro autoblindo e salpò il 4 febbraio 1932, a due soli giorni dalla ricezione dell'ordine di partenza. Le due navi da guerra arrivarono a Shangai il 4 marzo seguente, portando anche il diplomatico Galeazzo Ciano quale console italiano per quella grande città cinese. A capo della missione navale, costituita per rafforzare il contingente italiano in Estremo Oriente, fu posto l'ammiraglio di divisione Domenico Cavagnari, futuro Sottosegretario di stato per la Marina e capo di stato maggiore della Regia Marina. Di fatto divenne comandante del distaccamento della marina e della guardia della Regia Legazione, con mansioni di addetto navale a Pechino, in Cina sino al 1935. Rimpatriato quell'anno imbarcò sulla torpediniera Giuseppe Cesare Abba, quale ufficiale in seconda. Nel 1936 comandò la nuova torpediniera Perseo.
Ufficiale di stato maggiore e capitano di corvetta al rientro a Roma (anzianità 1º gennaio 1937), dal 15 gennaio 1937 fu addetto alla direzione generale del personale al Ministero della Marina.
Con lo scoppio della guerra con la Francia e la Gran Bretagna, comandò dapprima la XIV Squadriglia torpediniere sulla Partenope (composta da Partenope, Polluce, Pleiadi e Pallade prima di base a Messina poi a Porto Empedocle) e, promosso capitano di fregata (anzianità 8 novembre 1940), sostituito nel gennaio 1941 nel comando della squadriglia dal capitano di dorvetta Guglielmo Durantini, dal 7 febbraio 1941, divenne comandante in seconda dell'incrociatore pesante Pola (capitano di vascello Manlio De Pisa) con cui partecipò alla battaglia di Capo Matapan tra il 27 e il 29 marzo 1941. 
Il Pola fu silurato e seriamente danneggiato da un velivolo Fairey Albacore britannico alle 19:50 del 28 marzo, rimanendo completamente immobilizzato e inerme a causa dell'interruzione dell'energia elettrica, spezzato in chiglia; per soccorrere l'incrociatore, l'intera I Divisione dell'ammiraglio Carlo Cattaneo invertì la rotta e mosse sul luogo del siluramento, finendo però con l'incappare nel buio nella flotta britannica, assistita dai radar: alle 22:30, nel corso del breve cannoneggiamento che ne seguì, la formazione italiana fu quasi completamente distrutta con l'affondamento di due incrociatori pesanti e altrettanti cacciatorpediniere, provocando la più grande sconfitta della Marina italiana durante la seconda guerra mondiale.
Rimasto estraneo allo scontro, il Pola fu poi avvicinato da cacciatorpediniere britannici nelle prime ore del 29 marzo e quindi colato a picco alle 04:00 con un siluro dopo essere stato evacuato dall'equipaggio.
Lui, De Pisa, e 256 altri membri dell'equipaggio della nave, fu trasbordato e fatto prigioniero dal cacciatorpediniere britannico Jervis e venne internato in Egitto e India sino all'inizio del 1945, quando fu rimpatriato. Altri 400 uomini della nave vennero raccolti in mare dai caccia inglesi nel corso della mattinata e condotti ad Alessandria d'Egitto. 
Nel giugno 1945 apparteneva all'Italian Liaison Office per il Displaced Persons Center, che si occupava del rimpatrio di tutti i prigionieri di guerra italiani per tramite della Croce Rossa Internazionale. Nel 1946 venne chiamato a deporre presso la Commissione d'inchiesta speciale sulla perdita del Pola; la commissione concluse che l'ufficiale "aveva fatto il possibile per provocare l'affondamento della sua nave e la salvezza del personale". Ottenne nel 1947 una medaglia di bronzo al valor militare per l'insieme dell'attività svolta in imbarco dal 10 giugno 1940 al 28 marzo 1941.
Divenuto capitano di vascello fu comandante della nave scuola per cadetti Amerigo Vespucci dall'8 maggio 1951 al 10 maggio 1952: in suo onore nel giro intorno al mondo di quel periodo del Vespucci fu dedicata una piccola vela a prua, chiamata appunto "Brengolino".
Promosso contrammiraglio divenne addetto navale presso l'Ambasciata d'Italia a Londra per tutti gli anni Cinquanta, quando ambasciatore era il conte Vittorio Zoppi. Da ammiraglio di divisione ebbe il comando del Gruppo Dragaggio di La Spezia.
Su proposta della Presidenza del Consiglio dei Ministri, e divenuto ammiraglio di squadra, il 23 febbraio 1965 venne insignito dell'onorificenza di Grande Ufficiale dell'Ordine al Merito della Repubblica Italiana.
Collocato in congedo, nel 1983 rilascio' un'importante intervista al giornalista Massimo Sani nella rievocazione dello scontro di Capo Matapan nella serie documentaria della RAI "L'Italia in guerra - battaglie 1940-1942".

### Annotazioni
1. ↑  Nato a L'Aquila il 16 novembre 1904, deceduto a Tripoli, a bordo della Partenope il 21 aprile 1941.

### Fonti
1. ↑  Gazzetta Ufficiale del Regno d'Italia n.137 del 12 giugno 1936.
2. ↑   Grande Ufficiale dell'ordine al merito della Repubblica Italiana Silvano Brengola, su quirinale.it, Quirinale. URL consultato il 13 febbraio 2023.